# Takanori Gomi
Takanori Gomi (五味隆典 Gomi Takanori?) (22 de septiembre de 1978) es un artista marcial mixto japonés que ganó fama internacional en Pride Fighting Championship, y también compitió en Shooto y Ultimate Fighting Championship. Gomi es el único campeón de peso ligero de Pride FC en la historia de la organización y se convirtió en el ganador del Gran Premio de peso ligero en Pride Shockwave 2005, ganando así todos los galardones de peso ligero presentados por Pride FC. Gomi también mantuvo una racha ganadora récord de doce peleas en Shooto, donde fue campeón de peso ligero, así como cuatro veces campeón de lucha de combate de Japón.
A lo largo de sus reinados en Pride FC y Shooto, Gomi fue considerado uno de los mejores pesos ligeros del mundo y es considerado uno de los mejores luchadores de peso ligero en la historia de las artes marciales mixtas.

## Carrera de artes marciales mixtas

### Pride Fighting Championship
Gomi tuvo una racha ganadora de diez peleas entre 2004 y 2006 en PRIDE FC, la más larga en la historia de la organización. Durante esta racha, Gomi noqueó a Ralph Gracie en seis segundos en PRIDE Bushido 3, la victoria por nocaut más rápida en la historia de PRIDE FC. Más tarde, Gomi derrotó a Tatsuya Kawajiri (votada posteriormente como la pelea del año), Luiz Azeredo y Hayato Sakurai para convertirse en el ganador del Gran Premio de peso ligero de PRIDE FC en 2005, después de lo cual recibió el Campeonato de peso ligero de Pride FC. En PRIDE Bushido 13, Gomi defendió con éxito el título contra Marcus Aurélio.
En PRIDE 33, Gomi sufrió una derrota ante el veterano de UFC Nick Diaz. Al comienzo del primer asalto, Gomi estaba lanzando golpes sobre Diaz, incluso logrando una caída, que no pudo capitalizar. Sin embargo, Diaz se recuperó rápidamente y comenzó a atacar a Gomi, quien estaba visiblemente exhausto, con jabs directos y derechazos durante la última mitad del asalto. Cuando comenzó el segundo asalto, Gomi trató de recuperar el terreno perdido, pero después de un derribo a dos piernas contra la guardia de Díaz, fue obligado a rendirse con un gogoplata a los 1:46 del segundo asalto. Sin embargo, posteriormente la Comisión Atlética del Estado de Nevada declaró la pelea como Sin resultado, después de que Diaz dio positivo por marihuana.

### Ultimate Fighting Championship
El 1 de enero de 2010, se anunció que Gomi había firmado con UFC. Gomi se enfrentó a Kenny Florian en su debut en UFC en UFC Fight Night: Florian vs. Gomi, y Florian derrotó a Gomi por estrangulamiento en el tercer asalto después de ser dominado por jabs y golpes al cuerpo durante dos asaltos.
Se esperaba que Gomi enfrentara a Joe Stevenson el 1 de agosto de 2010 en UFC Live: Jones vs. Matyushenko. Sin embargo, Stevenson sufrió una lesión mientras entrenaba y fue reemplazado por Tyson Griffin. Gomi derrotó a Griffin por nocaut a las 1:04 del primer asalto. Gomi atrapó a Griffin con un cruce de izquierda seguido de un gancho de derecha que hizo que Griffin cayera de cara a la lona donde Gomi luego siguió hacia la espalda de Griffin con algunos golpes cortos antes de que se detuviera la pelea. Él es el primer luchador que ha noqueado a Griffin, ya que todas las derrotas anteriores de Griffin habían sido por decisión, y fue escogido como Nocaut de la Noche.
Gomi enfrentó a Clay Guida en UFC 125. Después de un primer asalto muy unilateral, Guida lo derrotó mediante un estrangulamiento de guillotina en el segundo asalto.
Gomi se enfrentó a Nate Diaz el 24 de septiembre de 2011 en UFC 135, donde perdió al final del primer asalto por rendición debido a un armbar.
Se esperaba que Gomi se enfrentara a George Sotiropoulos el 26 de febrero de 2012 en UFC 144, pero el luchador australiano se retiró después de sufrir una lesión. En cambio, Gomi se enfrentó a Eiji Mitsuoka y ganó por nocaut técnico en el segundo asalto.
Gomi derrotó a Mac Danzig por decisión dividida el 10 de noviembre de 2012 en UFC on Fuel TV: Franklin vs. Le. Gomi, manteniéndose fiel a su estilo, entró en la pelea en una forma considerablemente mejor y mostró una estrategia drásticamente mejorada que incluía derribar a Danzig varias veces.
Gomi se enfrentó a Diego Sanchez el 3 de marzo de 2013 en UFC on Fuel TV: Silva vs. Stann. Gomi perdió una controvertida decisión dividida ante Sánchez. Doce medios de comunicación anotaron la pelea a favor de Gomi. Incluso el presidente de UFC, Dana White, había expresado en Twitter que sentía que Sanchez no hizo lo suficiente para ganar por decisión.
Gomi se enfrentó a Isaac Vallie-Flagg el 26 de abril de 2014 en UFC 172. Ganó la pelea por decisión unánime. El combate fue escogido como Pelea de la Noche.
Gomi se enfrentó a Myles Jury el 20 de septiembre de 2014 en UFC Fight Night: Hunt vs. Nelson. Perdió la pelea por nocaut técnico en el primer asalto, lo que resultó en la primera derrota por nocaut de su carrera.
Gomi se enfrentó a Joe Lauzon el 25 de julio de 2015 en UFC en Fox 16. Perdió la pelea por nocaut técnico en el primer asalto.
Gomi se enfrentó a Jim Miller el 9 de julio de 2016 en UFC 200. Perdió la pelea por nocaut técnico en el primer asalto.
Gomi luego se enfrentó a Jon Tuck el 17 de junio de 2017 en UFC Fight Night: Holm vs. Correia. Perdió por rendición en el primer asalto.
Gomi se enfrentó a Dong Hyun Kim el 23 de septiembre de 2017 en UFC Fight Night: Saint Preux vs. Okami. Perdió la pelea por nocaut técnico en el primer asalto.
Gomi fue liberado de UFC el 23 de octubre de 2017. Tenía un registro de 4 victorias y 9 derrotas con UFC. Perdió las últimas 5 peleas de su carrera en UFC, todas en el primer asalto y todas con detención del árbitro.

## Campeonatos y logros

### Artes marciales mixtas
- Pride Fighting Championship
  - Campeonato de peso ligero de Pride FC (una vez)
  - Una defensa exitosa del título
  - Pride 2005 Ganador del Gran Premio de Peso Ligero
  - Defensas del título más exitosas en la división de peso ligero
  - Más defensas consecutivas del título en la división de peso ligero
  - Único campeón mundial de peso ligero de Pride en la historia de Pride FC
  - Único ganador del Pride Grand Prix en la historia de la división de peso ligero de Pride FC
  - Uno de los cuatro únicos luchadores en ganar tanto un Pride Championship como un Grand Prix
  - Mayor racha de victorias en la historia de Pride FC (diez)
  - El nocaut más rápido en la historia de Pride FC (0:06)
  - Pelea del Año (2005) contra Tatsuya Kawajiri
- Ultimate Fighting Championship
  - Pelea de la noche (dos veces) contra Mac Danzig e Isaac Vallie-Flagg
  - Nocaut de la noche (una vez) contra Tyson Griffin
  - Uno de los cuatro únicos campeones mundiales de Pride FC que compitieron en UFC
  - Uno de los seis campeones del Pride Grand Prix que compitieron en UFC
- Shooto
  - Campeonato de peso ligero de Shooto (una vez)
  - Una exitosa defensa del título
  - Mayor racha de victorias en la historia de Shooto (12)
- Premios Sherdog
  - Salón de la fama de las artes marciales mixtas[28]
  - Luchador del año (2005)[29]
- MMAFighting
  - Luchador de peso ligero del año (2004)[30]
  - Luchador de peso ligero del año (2005)[30]
  - Subcampeón de peso ligero del año (2006)[30]
  - Nocaut del año (2005) contra Luiz Azeredo el 22 de mayo de 2005[30]
- Fight Matrix
  - Luchador del año (2005)[31]

## Récord de artes marciales mixtas
| Récord profesional | Récord profesional | Récord profesional |
| 52 peleas          | 36 victorias       | 15 derrotas        |
| ------------------ | ------------------ | ------------------ |
| Nocaut             | 14                 | 4                  |
| Sumisión           | 6                  | 8                  |
| Decisión           | 16                 | 3                  |
| Sin resultado      | 1                  | 1                  |

| Resultado     | Récord    | Oponente              | Método                                 | Evento                                            | Fecha                    | Asalto | Tiempo | Localización                                  | Notas |
| ------------- | --------- | --------------------- | -------------------------------------- | ------------------------------------------------- | ------------------------ | ------ | ------ | --------------------------------------------- | ----- |
| Victoria      | 36-15 (1) | Melvin Guillard       | KO (golpes)                            | Rizin 11                                          | 29 de julio de 2018      | 1      | 2:33   | Saitama, Prefectura de Saitama, Japón         |       |
| Derrota       | 35-15 (1) | Yusuke Yachi          | Rendición (triangle choke)             | Rizin World Grand Prix 2017: Final Round          | 31 de diciembre de 2017  | 1      | 2:37   | Saitama, Prefectura de Saitama, Japón         |       |
| Derrota       | 35-14 (1) | Dong Hyun Ma          | TKO (golpes)                           | UFC Fight Night: Saint Preux vs. Okami            | 23 de septiembre de 2017 | 1      | 1:30   | Saitama, Prefectura de Saitama, Japón         |       |
| Derrota       | 35-13 (1) | Jon Tuck              | Rendición (rear-naked choke)           | UFC Fight Night: Holm vs. Correia                 | 17 de junio de 2017      | 1      | 1:12   | Kallang, Singapur                             |       |
| Derrota       | 35-12 (1) | Jim Miller            | TKO (golpes)                           | UFC 200                                           | 9 de julio de 2016       | 1      | 2:18   | Las Vegas, Nevada, Estados Unidos             |       |
| Derrota       | 35-11 (1) | Joe Lauzon            | TKO (golpes)                           | UFC on Fox: Dillashaw vs. Barão 2                 | 25 de julio de 2015      | 1      | 2:37   | Chicago, Illinois, Estados Unidos             |       |
| Derrota       | 35-10 (1) | Myles Jury            | TKO (golpes)                           | UFC Fight Night: Hunt vs. Nelson                  | 20 de septiembre de 2014 | 1      | 1:32   | Saitama, Prefectura de Saitama, Japón         |       |
| Victoria      | 35-9 (1)  | Isaac Vallie-Flagg    | Decisión (unánime)                     | UFC 172                                           | 26 de abril de 2014      | 3      | 5:00   | Baltimore, Maryland, Estados Unidos           |       |
| Derrota       | 34-9 (1)  | Diego Sanchez         | Decisión (dividida)                    | UFC on Fuel TV: Silva vs. Stann                   | 3 de marzo de 2013       | 3      | 5:00   | Saitama, Prefectura de Saitama, Japón         |       |
| Victoria      | 34-8 (1)  | Mac Danzig            | Decisión (dividida)                    | UFC on Fuel TV: Franklin vs. Le                   | 10 de noviembre de 2012  | 3      | 5:00   | Macao, China                                  |       |
| Victoria      | 33-8 (1)  | Eiji Mitsuoka         | TKO (golpes)                           | UFC 144                                           | 26 de febrero de 2012    | 2      | 2:21   | Saitama, Prefectura de Saitama, Japón         |       |
| Derrota       | 32-8 (1)  | Nate Diaz             | Rendición (armbar)                     | UFC 135                                           | 24 de septiembre de 2011 | 1      | 4:27   | Denver, Colorado, Estados Unidos              |       |
| Derrota       | 32-7 (1)  | Clay Guida            | Rendición (guillotine choke)           | UFC 125                                           | 1 de enero de 2011       | 2      | 4:27   | Las Vegas, Nevada, Estados Unidos             |       |
| Victoria      | 32-6 (1)  | Tyson Griffin         | KO (golpe)                             | UFC Live: Jones vs. Matyushenko                   | 1 de agosto de 2010      | 1      | 1:04   | San Diego, California, Estados Unidos         |       |
| Derrota       | 31-6 (1)  | Kenny Florian         | Rendición (rear-naked choke)           | UFC Fight Night: Florian vs. Gomi                 | 31 de marzo de 2010      | 3      | 2:52   | Charlotte, Carolina del Norte, Estados Unidos |       |
| Victoria      | 31-5 (1)  | Tony Hervey           | Decisión (unánime)                     | Vale Tudo Japan 2009                              | 30 de octubre de 2009    | 5      | 5:00   | Tokio, Japón                                  |       |
| Victoria      | 30-5 (1)  | Takashi Nakakura      | KO (golpes)                            | Shooto: Shooto Tradition Final                    | 10 de mayo de 2009       | 2      | 4:42   | Tokio, Japón                                  |       |
| Derrota       | 29-5 (1)  | Satoru Kitaoka        | Rendición (achilles lock)              | World Victory Road Presents: Sengoku no Ran 2009  | 4 de enero de 2009       | 1      | 1:41   | Saitama, Prefectura de Saitama, Japón         |       |
| Derrota       | 29-4 (1)  | Sergey Golyaev        | Decisión (dividida)                    | World Victory Road Presents: Sengoku 6            | 1 de noviembre de 2008   | 3      | 5:00   | Saitama, Prefectura de Saitama, Japón         |       |
| Victoria      | 29-3 (1)  | Tae Hyun Bang         | Decisión (unánime)                     | World Victory Road Presents: Sengoku 4            | 24 de agosto de 2008     | 3      | 5:00   | Saitama, Prefectura de Saitama, Japón         |       |
| Victoria      | 28-3 (1)  | Duane Ludwig          | TKO (detención del médico)             | World Victory Road Presents: Sengoku First Battle | 5 de marzo de 2008       | 1      | 2:28   | Tokio, Japón                                  |       |
| Sin resultado | 27-3 (1)  | Nick Diaz             | Sin resultado                          | PRIDE 33                                          | 24 de febrero de 2007    | 2      | 1:46   | Las Vegas, Nevada, Estados Unidos             |       |
| Victoria      | 27-3      | Mitsuhiro Ishida      | TKO (patadas de fútbol y golpes)       | PRIDE Shockwave 2006                              | 31 de diciembre de 2006  | 1      | 1:14   | Saitama, Prefectura de Saitama, Japón         |       |
| Victoria      | 26-3      | Marcus Aurélio        | Decisión (dividida)                    | PRIDE Bushido 13                                  | 5 de noviembre de 2006   | 1      | 3:56   | Yokohama, Japón                               |       |
| Victoria      | 25-3      | David Baron           | Rendición (rear-naked choke)           | PRIDE Bushido 12                                  | 26 de agosto de 2006     | 1      | 7:10   | Nagoya, Japón                                 |       |
| Derrota       | 24-3      | Marcus Aurélio        | Rendición técnica (arm-triangle choke) | PRIDE Bushido 10                                  | 2 de abril de 2006       | 1      | 4:34   | Tokio, Japón                                  |       |
| Victoria      | 24-2      | Hayato Sakurai        | KO (golpes)                            | PRIDE Shockwave 2005                              | 31 de diciembre de 2005  | 1      | 3:56   | Saitama, Prefectura de Saitama, Japón         |       |
| Victoria      | 23-2      | Luiz Azeredo          | Decisión (unánime)                     | PRIDE Bushido 9                                   | 25 de septiembre de 2005 | 2      | 5:00   | Tokio, Japón                                  |       |
| Victoria      | 22-2      | Tatsuya Kawajiri      | Rendición (rear-naked choke)           | PRIDE Bushido 9                                   | 25 de septiembre de 2005 | 1      | 7:42   | Tokio, Japón                                  |       |
| Victoria      | 21-2      | Jean Silva            | Decisión (unánime)                     | PRIDE Bushido 8                                   | 17 de julio de 2005      | 2      | 5:00   | Nagoya, Japón                                 |       |
| Victoria      | 20-2      | Luiz Azeredo          | KO (golpes)                            | PRIDE Bushido 7                                   | 22 de mayo de 2005       | 1      | 3:46   | Tokio, Japón                                  |       |
| Victoria      | 19-2      | Jens Pulver           | KO (golpe)                             | PRIDE Shockwave 2004                              | 31 de diciembre de 2004  | 1      | 6:21   | Saitama, Prefectura de Saitama, Japón         |       |
| Victoria      | 18-2      | Charles Bennett       | Rendición técnica (kimura)             | PRIDE Bushido 5                                   | 14 de octubre de 2004    | 1      | 5:52   | Osaka, Japón                                  |       |
| Victoria      | 17-2      | Fábio Mello           | TKO (golpes)                           | PRIDE Bushido 4                                   | 19 de julio de 2004      | 1      | 8:07   | Nagoya, Japón                                 |       |
| Victoria      | 16-2      | Ralph Gracie          | KO (rodillazos)                        | PRIDE Bushido 3                                   | 23 de mayo de 2004       | 1      | 0:06   | Yokohama, Japón                               |       |
| Victoria      | 15-2      | Jadyson Costa         | TKO (golpes)                           | PRIDE Bushido 2                                   | 15 de febrero de 2004    | 1      | 4:55   | Yokohama, Japón                               |       |
| Derrota       | 14-2      | B.J. Penn             | Rendición (rear-naked choke)           | Rumble on the Rock 4                              | 10 de octubre de 2003    | 3      | 2:35   | Honolulu, Hawái, Estados Unidos               |       |
| Derrota       | 14-1      | Joachim Hansen        | Decisión (mayoría)                     | Shooto - 8/10 in Yokohama Cultural Gymnasium      | 10 de agosto de 2003     | 3      | 5:00   | Yokohama, Japón                               |       |
| Victoria      | 14-0      | Nick Ertl             | Rendición (armbar)                     | Shooto - 2/23 in Korakuen Hall                    | 23 de febrero de 2003    | 1      | 4:59   | Tokio, Japón                                  |       |
| Victoria      | 13-0      | Dokonjonosuke Mishima | TKO (golpes)                           | Shooto: Year End Show 2002                        | 14 de diciembre de 2002  | 2      | 0:52   | Urayasu, Prefectura de Chiba, Japón           |       |
| Victoria      | 12-0      | Chris Brennan         | Decisión (unánime)                     | Shooto: Treasure Hunt 10                          | 16 de septiembre de 2002 | 3      | 5:00   | Yokohama, Japón                               |       |
| Victoria      | 11-0      | Leonardo Santos       | Decisión (mayoría)                     | Shooto: Treasure Hunt 7                           | 29 de junio de 2002      | 3      | 5:00   | Sakai, Prefectura de Osaka, Japón             |       |
| Victoria      | 10-0      | Rumina Sato           | Decisión (unánime)                     | Shooto: To The Top Final Act                      | 16 de diciembre de 2001  | 3      | 5:00   | Urayasu, Prefectura de Chiba, Japón           |       |
| Victoria      | 9-0       | Ryan Bow              | Decisión (unánime)                     | Shooto: R.E.A.D. 12                               | 12 de noviembre de 2000  | 3      | 5:00   | Tokio, Japón                                  |       |
| Victoria      | 8-0       | Paul Rodriguez        | Decisión (unánime)                     | Shooto: R.E.A.D. 6                                | 16 de julio de 2000      | 3      | 5:00   | Tokio, Japón                                  |       |
| Victoria      | 7-0       | Huanderson Pavao      | Decisión (unánime)                     | Shooto: R.E.A.D. 3                                | 2 de abril de 2000       | 3      | 5:00   | Kadoma, Prefectura de Osaka, Japón            |       |
| Victoria      | 6-0       | Johnny Eduardo        | Rendición (rear-naked choke)           | Vale Tudo Japan 1999                              | 11 de diciembre de 1999  | 3      | 1:43   | Urayasu, Prefectura de Chiba, Japón           |       |
| Victoria      | 5-0       | Takuya Kawabara       | Decisión (unánime)                     | Shooto: Renaxis 4                                 | 5 de septiembre de 1999  | 3      | 5:00   | Tokio, Japón                                  |       |
| Victoria      | 4-0       | Stephen Palling       | Rendición (rear-naked choke)           | SuperBrawl 12                                     | 1 de junio de 1999       | 1      | 3:06   | Honolulu, Hawái, Estados Unidos               |       |
| Victoria      | 3-0       | Takuya Kuwabara       | Decisión (unánime)                     | Shooto: Renaxis 1                                 | 28 de marzo de 1999      | 3      | 5:00   | Tokio, Japón                                  |       |
| Victoria      | 2-0       | Kazumichi Takada      | TKO (golpes)                           | Shooto: Devilock Fighters                         | 15 de enero de 1999      | 2      | 3:42   | Tokio, Japón                                  |       |
| Victoria      | 1-0       | Hiroshi Tsuruya       | Decisión (unánime)                     | Shooto: Las Grandes Viajes 6                      | 27 de noviembre de 1998  | 3      | 5:00   | Tokio, Japón                                  |       |